# Bleu du Dévoluy
Le Bleu du Dévoluy est un fromage français à base de lait de vache et à pâte persillée. Il est produit dans les Hautes-Alpes.